# 根尾あかり
根尾 あかり（ねお あかり、1998年11月19日 - ）は、日本のAV女優。ライフプロモーション所属。

## 略歴
2017年3月、元子役タレント「小嶋亜美（こじま あみ）」としてkawaii*専属でAVデビュー。ただし、出演はデビュー作1本のみ。
2019年4月、「根尾あかり」として再デビュー。AV自体に興味があったわけではなく「できるならやってみよう」という気持ちが動機。
2019年11月、FANZAニュース副編集長である櫻井兵八郎が、週刊プレイボーイ誌上で2019年一推し女優に選出した。
2020年「月刊FANZA」4月号で発表された「このAV女優がすごい!2020冬」では表彰対象ではないものの女優総合部門の識者投票1位を獲得。
2020年3月から約2か月間は新型コロナウイルス感染拡大、撮影自粛の影響から「NEOあかり」と称し、髪色をロイヤルミルクティー色にして話題となる。
2020年8月、月刊FANZA発表2020年上半期AV女優ランキング6位獲得。

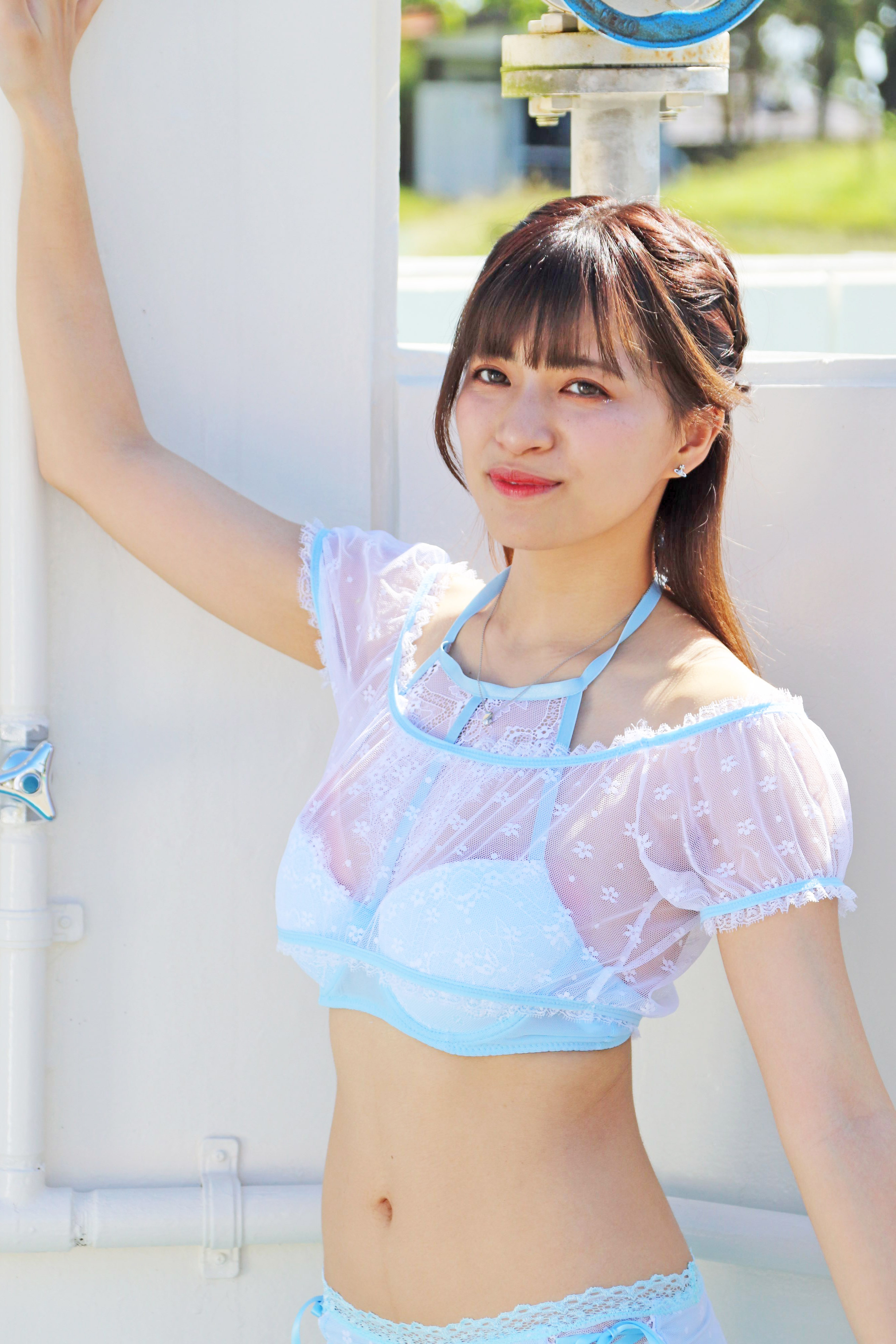
2022年撮影

2021年5月、週刊プレイボーイでの次世代美巨尻AV女優ベスト10に選出。同年6月1日から12月14日まで期間限定でVENUS専属女優契約を結ぶ。
2022年からエムズビデオグループ専属。
2024年4月8日週FANZA通販フロアランキングにて、『そこのアナタ！今日からワタシの性処理当番に任命します！（拒否権ナシ） スクールカーストTOP！教師もひれ伏す学園の絶倫女帝生徒会長のチ〇ポオモチャにされた僕 根尾あかり』が初登場7位を記録。
2024年4月8日週FANZA動画フロアランキングでは、2023年1月発売の出演作『【福袋】【人気シリーズ厳選！】母の親友 まるごと15タイトル1534分』（VENUS）が急上昇し、2位にランクインした。
2024年7月8日週FANZA通販フロアランキングでは、『社内で変態下着を着せられて… 10日間、弟の借金のカタにクズで無能な糞ボンボンのパワハラ社長の性処理秘書として雇われたワタシ 根尾あかり』が初登場8位を記録。

### AV以外の活動
演技力を評価されたことにより、後述のようにバラエティー番組『ゴッドタン』出演以降、テレビやラジオ出演も多い。
またロリータコスチューム趣味を生かし、2020年7月、LARMEのレギュラーモデルオーディションに挑戦し、二次予選まで通過。
2021年9月にはフリーマガジン『HARAJUKU POP MAGAZINE』主催の新人モデルオーディションKawaiiチャレンジ #01にエントリーし、2次選考まで進出した。
また趣味（服の製作）を活かし、2021年にはライブイベントに参加した花音うらら、竹内有紀の舞台衣装も製作している。2022年2月のイベントでは自身の衣装と二葉エマの衣装を製作。
2022年10月、初主演映画『若熟女と家出娘 たっぷりハメて』が公開。2022年12月1日、DMM GAMES「クリムゾン妖魔大戦 新キャラクター声優公開オーディション」にエントリー。
2022年12月9日、池袋で行われた『LIFE FES – No LIFE No LIFE』において、イベント等でコンビを組むことの多かった二葉エマとのユニット名を「いぶりがっこクリームチーズ」とすることを正式発表。
2023年5月19日から25日まで個展「『羽化』-清田大介 ｘ 根尾あかり写真展-」を東京・富士フォトギャラリー銀座で開催。惜しくも本選通過ならなかったものの、『HARAJUKU POP MAGAZINE』でロリータファッションに対する情熱が各所から評価され個展開催となったもの。同展示の報道では服飾を学んでいることが明かされた。
2024年9月14日には、『TREND GIRLS 撮影会 2024』内のTREND GIRLSファッションショーに参加し、ランウェイを歩いた。

## 人物
- 宝塚歌劇団や劇団四季のミュージカルを見て憧れを抱き、高校時代は演劇部に入り部長を務める。生徒会長でもあった[5]。
- 大学ではミュージカルサークルに在籍[27]。歌と台本のある芝居を得意とする。エチュード（即興劇）はワンパターンになってしまうため、もっと研究したいと述べている[27]。
- 一方で「根尾あかり」として出る作品は「私自身が根尾あかりって誰だろうと思っちゃう」、「自分のことを客観視できない」ため苦手と述べている[28][29]。
- 大学時代に教育実習を経験しており、学校の教員免許を保持[30]。
- 初体験は18歳。相手は38歳の男性[31]。
- 家族は姉がいる[5]。姉が持っていた漫画が性の目覚め。
- 同じ事務所所属で同年齢の二葉エマとは、YouTubeで自宅に突撃されるほど仲がいい[32]（他にも複数の二葉の動画に登場している）。同事務所である竹内有紀からは「女子力の塊」と評されている[30]。
- ペンをはじめ基本的に左利き[33]。
- 自宅で犬と猫（名前は虎司郎。野良の子猫を拾って育てた）を飼っている。

## 出演作品

### アダルトDVD
- 新人!! kawaii*専属 元子役タレント小嶋亜美 まさかのAVデビュー 大きく育った超敏感F-cup 先生、私こんなにエッチになりました―（3月7日、kawaii*）※「小嶋亜美」名義

- 南国からやってきた笑顔はじける早漏日焼け美少女AVデビュー（4月13日、アイデアポケット）
- 中出ししたら大人になれるかな? 発掘★激カワ生徒会長はじめてのナマ中出し（4月20日、本中）※「あかり」名義
- ザ・マジックミラー特別編!　大学生カップル寝取られ検証企画! 逆転マジックミラー越しに彼氏が見ているとは知らない彼女は元カレと密室に2人っきりになると初めての中出しセックスまでしてしまうのか!?（7月7日、ディープス）
- 隣人に俺の彼女が寝取られて。 「通話中に聞こえる怪しい吐息編」（7月25日、ダスッ!）
- おねだりバックピストン パンチラ挑発で勃起を誘うヤリたがり制服美少女（8月1日、ムーディーズ）
- 私のパンツが見たいでしょ?ほら見せてあげるねスケベさん。 クラスメイトのあかりさんにポチと呼ばれて可愛がられる毎日。しかも、ご褒美と称して、スカートを捲ってパンツを見せてくれます。からかいパンチラ最高です。そして興奮した女子がチ○ポを入れてみる?と求めてきました。（8月8日、SWITCH）
- 僕を助けてくれる幼なじみがいじめっこに犯されているのを見て勃起した（8月13日、ムーディーズ）
- 旦那が喫煙している5分の間義父に時短中出しされて毎日10発孕ませられています…。（8月13日、溜池ゴロー）
- 出張先のひなびた温泉旅館で新卒女子社員とまさかの相部屋逆NTR 彼女のもの凄い腰使いに何度も何度も中出しさせられてしまった私（8月19日、エムズビデオグループ）[34]
- 「中だけは…やめて…」 父に犯され続ける娘の近親相姦偏愛映像（8月23日、I.B.WORKS）
- 町内キャンプNTR テントの中で中出しされた妻の衝撃的寝取られ映像（8月25日、マドンナ）
- 唾液を絡ませ自ら腰を振る。 素顔丸出し一泊旅行。 《おじさんを撃ち抜くスマイルの淫乱すぎる豹変》（8月25日、ダスッ!）
- 絶対にナマで連射させてくれる連続中出しソープ（8月25日、本中）
- 文京区にある女教師が通う整体セラピー治療院 24（9月1日、変態紳士倶楽部）
- 絶対領域ニーハイ制服女子に淫語責め脚コキされ連続射精しちゃった件。（9月1日、変態紳士倶楽部）
- 一般男女モニタリングAV 素人女子大生限定! 恋人がいない大学生の男女はキスだけで恋に落ちて初対面の相手とSEXしてしまうのか? 惹かれあった2人のキスまみれの完全プライベートSEXを大公開!! 5 初めての生中出しスペシャル!!（9月7日、ディープス）
- 身近な生活空間で手の綺麗な人っていますよね?そんな人たちに日常空間で手コキされたら異常に興奮すると思うんですけどあなたもそう思いませんか?（9月13日、ヒメゴト）
- イキたくて震える!「制服を脱がさないで…」と恥ずかしがる正統派美少女が「イクのとまらない!」 肉感&子宮痙攣で絶頂する性交天使!（9月13日、オーロラプロジェクト・アネックス）[35]
- 気持ち良すぎるバイブで理性崩壊！？「LOVELY POP ECSTICK」SOD女子社員tuber いきなり玩具レビュー 技術部1年目 石岡沙織（9月20日、ソフトオンデマンド）※「石岡沙織」名義
- 気持ち良すぎて思わず叫んじゃう ごめんなさいGスポット ずーっと腰振り回し続けるイクイク騎乗位中出し（9月25日、本中）[36]
- 酔った職場の先輩と彼女の家で朝までする酔い醒ましのシャワーセックス（9月27日、ヒメゴト）
- 突然の大雨で帰宅難民になった彼女の妹と朝まで…（10月1日、ムーディーズ）
- 嫌いな義父に夜這いされて…（10月1日、ワンズファクトリー）
- 引っ越しの挨拶に来た私をお隣さんはデリヘル嬢と勘違いして部屋に入れてくれました（10月11日、ヒメゴト）
- 顔射後もねっちょりしゃぶり続けるおねだりフェラで連射させてくる妹（10月13日、ムーディーズ）
- 妹の子供になりたい…事あるごとに授乳してくれる母性ある妹。（10月25日、ダスッ!）
- あの日、大学の飲み会が中出し輪姦サークルに変わった。（10月25日、本中）
- 令嬢調教 懐妊までの地獄の30日間（10月25日、オーロラプロジェクト・アネックス）
- 勝手にまたがり中出しするほど加速する暴走ピストン騎乗位（11月1日、ワンズファクトリー）
- オヤジのハメ撮りドキュメント ねっとり濃厚に貪り尽くす体液ドロドロ汗だく性交（11月1日、Fitch）
- はだかの家政婦 全裸家政婦紹介所（11月1日、プラネットプラス）
- 音大生 レイプの旋律（11月7日、アタッカーズ）
- 修学旅行先の夜こっそり彼氏と密会するつもりがムカつく担任にバレて朝まで説教ピストンされたワタシ…。（11月13日、ムーディーズ）
- 飯場の性処理女子学生（11月13日、オーロラプロジェクト・アネックス）
- 聖水領域 嫌いな教師にお漏らし調教された女子○生は褐色肌の太ももを濡らす。（11月25日、ダスッ!）
- 声殺し拘束中出しレ×プ 「こんな姿見られたら人生終わりだな」と脅迫して自由を奪いサイレント鬼イカせ（12月1日、ムーディーズ）
- 妻が社員旅行で家にいない間に巨乳で可愛い妻の妹を犯し中出ししまくった5日間の調教記録（12月1日、Fitch）
- 嫁は夜な夜な犯されて - 禁断の義父との関係（12月7日、アタッカーズ）
- 夫の上司に犯され続けて7日目、私は理性を失った…。（12月7日、マドンナ）
- 甘え上手な小悪魔オイルメイドと中出し同棲生活（12月7日、Befree）
- ECSTASY MASTER 究極のイカセ技マニアックス（12月13日、アイデアポケット）
- 嵐の夜に深夜のオフィスで新卒女子社員とまさかの残業 逆NTR 彼女のもの凄い腰使いに何度も何度も中出しさせられてしまった私…再び（12月19日、エムズビデオグループ）
- アイドルになれると信じた俺の彼女は親父プロデューサーに寝取られ種付けプレスされていた。（12月25日、ダスッ!）

- メイドとして雇われた初恋相手の幼馴染が父親にデカ尻ご奉仕させられていたのに何もできなかった（1月1日、MOODYZ）
- 息子の嫁（1月1日、プラネットプラス）
- 義兄との望まない種付け代行、終わらない中出し不倫性交―。（1月7日、マドンナ）
- クレーム処理NTR 社内恋愛中の結婚を控えた彼女（もうすぐ妻）が取引先のゲス男に寝取られました（1月13日、MOODYZ）
- 新婚の僕が出張先で女上司とまさかの相部屋 朝から晩まで性奴隷にされた逆NTR（1月13日、Fitch）
- おじさん大好き喜んでいいなりになります（1月15日、ピーターズMAX）
- 勃起をさせて笑みを浮かべる。痴女っ子ローリータ。あかり（1月25日、ダスッ!）
- 定年を控えた老いぼれ教師と孤独なおじさんに惹かれる女生徒との性日記。 無邪気な笑みと腰が砕けるほどの濃厚接吻誘惑…教え子に主導権を握られ痴女られる禁断の教淫生活（1月25日、kawaii*）
- 洗脳トランス絶頂性交 強制淫語アヘイキ脳姦オーガズム（2月1日、MOODYZ）
- 夫に言えない、絶倫爺に連続中出しされる25時（2月7日、アタッカーズ）
- 闇の人妻奴隷市場 ～結婚1年目の幸せな新婚夫婦 編～（2月7日、マドンナ）
- 布団の中の初恋 クラスで憧れの同級生女子に布団の中でニヤニヤ逆夜這いされて毎晩中出ししまくった修学旅行の夜（2月13日、MOODYZ）
- 究極の潮吹きマニアックス（2月13日、アイデアポケット）
- 初恋の先生とメンズエステで再会。憧れチ○ポを中出し連射させまくっちゃった私…。（3月7日、PREMIUM）
- 催眠洗脳NTR 親友の彼女に催眠をかけてイチャラブ同棲ごっこをして孕ませまくった。（3月13日、MOODYZ）
- 本番なしのマットヘルスに行って出てきたのは隣家の高慢な美人妻。弱みを握った僕は本番も中出しも強要!店外でも言いなりの性奴隷にした（3月13日、溜池ゴロー）
- 会社の同期NTR 新卒入社した彼女が同期のイケメン絶倫男に何度も中出しされて身も心も奪われた一部始終。（3月25日、本中）
- 巨体AV男優の兄に圧迫ピストンで彼女を寝とられた僕（4月1日、MOODYZ）
- 絶対的上から目線で巨尻痴女が淫語コントロール 射精を支配される究極主観JOI（4月1日、Fitch）
- 地味で大人しい彼女が、僕の知らないところでオジサンに調教されて淫乱になってしまった。（4月11日、Befree）
- 洗脳監禁 男の嘘を信じて中出しされ続けた185日（4月19日、エムズビデオグループ）
- 近所に引っ越してきた無防備・無抵抗巨乳美少女すみれちゃんにヤリたい放題な夏（4月25日、kawaii*）
- 彼女の妹に愛されすぎてこっそり子作り性活（4月25日、本中）[37]
- 根尾あかりの導き。全作品収録。（4月25日、ダスッ!）※単体ベスト
- 根尾あかり8時間BEST（5月1日、MOODYZ）※単体ベスト
- 不貞色に染まりゆく根尾あかり Madonna 初総集編（5月7日、マドンナ）※単体ベスト
- 普段は地味ダサい妹があざと可愛くデカ尻と絶対領域を見せつけるので、我に返ると中出ししてしまっていた。（5月19日、ROYAL）
- 彼女の浮気実験NTR 僕の彼女が絶倫の親友と猿みたいに求め合って中出し交尾しまくっていた件。（5月25日、本中）
- 行く先々で寝取られるNTR体質の制服美少女（6月13日、無垢）
- 娘ほど歳の離れた隠れビッチにお持ち帰りされたオヤジが目を覚ましたらそこはラブホ…もの凄い腰使いで朝まで何度も中出しさせられた。（6月19日、kira☆kira）
- コンドームが破れてまさかの生ハメ! 超加速するピストンで何度も中出し!（7月1日、WANZ FACTORY）[38]
- 新・世界一早漏男×根尾あかりの金玉がスッカラカンになるまで発射し続ける連続ぶっかけ＆大量中出しSEX（7月19日、ROOKIE）
- 根尾あかりぜ～んぶ中出しベスト8時間（7月25日、MVG）※単体ベスト
- 根尾あかりで、ヌキまくりの260分！（7月25日、オーロラプロジェクト）※単体ベスト
- 根尾あかりの凄テクを我慢できれば生★中出しSEX（8月1日、WANZ）
- デリヘルでやってきたのは近所のドS妻。 弱みを握って性奴●にしようとしたら拘束されて＜亀頭責め・強●連射・男潮吹き調教＞の返り討ちフルコース（8月13日、溜池ゴロー）
- 通勤中、取引先の女性社員に逆痴●で何度もイカされ続ける僕（8月25日、マドンナ）
- 花火大会の夜、狂わせた突然の大雨片思いのクラスメイトと駆け込んだラブホ相部屋雨宿り中出し（8月25日、本中）
- あなた、許して…。 官能の運気（9月7日、アタッカーズ）
- 肉感的な絶品美少女と淫交 根尾あかり8時間BEST（9月13日、Fitch）※単体ベスト
- 根尾あかり6時間BEST（10月13日、溜池ゴロー）※単体ベスト
- 健康美ボディ中出し性交 根尾あかりBEST（11月1日、ワンズファクトリー）※単体ベスト
- え…妹ちゃん!? 彼女と間違って即ズボ!! 突然のチ○ポに発情して中出しを求め続けられた僕。（11月1日、ワンズファクトリー）[39]
- 発情するポルチオ 媚薬がたっぷり染み込んだ特製のマラ棒で膣奥アクメ開発マッサージ（11月19日、エムズビデオグループ）
- 文化系部活美少女は顧問教師の性処理玩具にされている。（12月7日、アタッカーズ）
- 彼女が家に来ているときに限って… ブリンブリンなノーパン巨尻を擦りつけて僕の精子を根こそぎ搾り出す幼馴染（12月13日、Fitch）

- 手塩にかけて育てた愛娘が浮気で孕んだ子と知り復讐レイプ中出し!!（1月1日、WANZ FACTORY）
- 結婚退社した新卒女子社員と運命の再会W不倫（1月19日、エムズビデオグループ）
- 超絶倫弟にハメられまくる無防備な巨尻姉 人妻の姉にむしゃぶりついて何度もイカせるNTR性交!（2月13日、Fitch）
- おパンツ特化型メンズエステ デカ尻コキ顔騎中出しフルコース!（3月3日、ワンズファクトリー）
- 今日は幼い頃からずっと成長を見守ってきた娘をついに犯した記念日。（3月7日、アタッカーズ）
- 水泳部の肉食アスリートあかり先輩の愛用チ○ポ奴●にされたもやしっ子のボク 所かまわずニヤニヤ痴女ってくる大胆セクハラ褐色美少女（3月19日、エムズビデオグループ）
- 新卒で入社して以来ずっと可愛がってきた部下に恋人が出来たので無理矢理肉体関係を迫った。（4月7日、アタッカーズ）
- とろっとろに糸引くスケベな匂いの唾液をたっぷり飲ませてくれて… 脳とチ○ポが快感に溺れるぐっちょり濃密エステサロン（4月13日、Fitch）
- 母の親友（6月1日、VENUS）
- 美人女教師の彼女はクラスの担任で部活の顧問でボクの恋人～年上彼女と朝から晩まで禁断情熱中出しSEX～（7月1日、VENUS）
- フロントホックブラと小さいパンティーで童貞の僕を挑発するとなりの奥さん（8月1日、VENUS）
- 寝ている義姉のお尻を嫁のお尻と間違えて、義姉とは知らずに即挿入（9月7日、VENUS）
- 突然押しかけてきた嫁の姉さんに抜かれっぱなしの1泊2日（10月5日、VENUS）
- 「お願い、先っぽだけ挿れさせて! 」…と言いながら結局根元まで挿れちゃう欲求不満な友達のママ（11月9日、VENUS）
- 「おばさんの下着で興奮するの? 」脱ぎたてのパンティで甥っ子の精子を一滴残らず搾りとる叔母 （12月14日、VENUS）
- 不朽の名作! 部長と根尾ちゃんの逆NTRシリーズ3部作も収録!  MVG根尾あかりBEST 17コーナー13本番6時間!（12月21日、エムズビデオグループ）

- Fitch出演全7タイトル厳選17コーナー濃密13SEX収録!! 根尾あかり8時間BEST（1月18日、Fitch）
- 略奪リベンジピストンNTR ずっと好きだった幼馴染と親友のセックスを目撃!? 裏切りに狂ってクズ化したボクはアイツがいない3日間、欲求不満の彼女が堕ちるまで中出しピストンし続けた!（1月18日、エムズビデオグループ）
- S級熟女コンプリートファイル 根尾あかり 6時間（3月1日、VENUS）
- 屈辱の土下座中出しバックピストン 尻マニアのクレーマー社長の性処理肉便器に堕ちたエリートOL（4月5日、エムズビデオグループ）
- ナースコールを押せば速攻チ○ポをしゃぶりに来てくれる即尺フェラナース! 彼女はボクのオチ○ポ好き好き舐めたい病! しかもかなりの重症（4月19日、エムズビデオグループ）
- 乳首が弱いキミが好き 甘サド乙女にじっくりねっとり乳首を責められる秘密の膣くちゃチクパコ性交（5月17日、エムズビデオグループ）[40]
- 乳首が異常なほど感じてしまうワタシは… 恥ずかし過ぎて彼には言えないモジモジビクビク変態チクビ円光（6月21日、エムズビデオグループ）
- 愛し合う2人…遠距離恋愛…会えない時間が生み出す不安や嫉妬…身勝手な怒り 凄まじい快感が押し寄せるケンカの後の燃え上がるような愛の中出し激ピストン（7月19日、エムズビデオグループ）
- 教え子は小悪魔手コキスト 反応を見ながら嬉しそうに所かまわずシゴいてくるインテリ手マ○コ優等生（8月16日、エムズビデオグループ）
- 先生とキスの練習してみる？ キスでチ○ポを勃たせてくる美人家庭教師あかり先生のナマ唾だくだくエロキス誘惑個人レッスン（9月20日、エムズビデオグループ）
- パーソナルトレーナーNTR 性格最悪セックス最高なクズ元カレのパワー系絶倫ピストンに再び堕ちてしまった私。（10月18日、エムズビデオグループ）
- まるっと! 根尾あかり（11月5日、プラネットプラス）※『はだかの家政婦』と『息子の嫁』の2作を完全収録。

- 中出し放題！美少女型性処理専用アンドロメイド 寝たままでOK！イツでもドコでも即しゃぶ！即ハメ！チ○ポご奉仕！ 根尾あかり（3月22日、エムズビデオグループ）
- お酒飲みまくりで本性剥き出し! ドスケベ化!? 台本無し! ゴム無し! 1泊2日! 完全プライベートベロ酔い中出しお泊りハメ撮りデート4セックス! （4月18日、エムズビデオグループ）[41]
- 人妻自宅サロン 底辺クズ隣人の汚らわしいデカマラに堕ちた若妻エステティシャン（6月20日、エムズビデオグループ）
- 大嫌いな2人のクズ上司と出張先の温泉旅館でまさかの相部屋に… 絶倫おやじ達に何度も何度も輪姦され中出しされてしまった私。（8月15日、エムズビデオグループ）
- 妻が不在の2日間、泊まりに来た娘の親友 あどけなくて可愛いけどなんだか妙に色っぽい小悪魔ファザコン美少女に誘惑され続けた私（中年おやじ） 主観誘惑逆NTR（9月19日、エムズビデオグループ）
- 彼女、帰ってくる前にもう1回しちゃう? 彼女が不在の数日間、非モテなボクは彼女の親友のあかりの誘惑に耐え切れず朝から晩まで何回も何回も中出しセックスしてしまった…。（10月17日、エムズビデオグループ）
- どうやら妻は昔、調教されていたらしい。 知らなかった妻の過去…誰もがうらやむボクの愛妻はドSデカマラ隣人の中出しマゾペット（11月21日、エムズビデオグループ）
- あ…あ…あかり先生ッ! ボ…ボクを先生の性奴隷にして下さいッ! 教え子のドMチ○ポをたぶらかす美人痴女教師の放課後校内調教（12月19日、エムズビデオグループ）

- 彼女に飲ませるはずの媚薬を間違って彼女の姉が飲んでしまい… 媚薬効果12時間! 絶倫×絶倫 性欲を抑えきれない男と女の汗まみれのW暴走中出しキメセクFUCK（1月16日、エムズビデオグループ）
- 彼女のあどけない笑顔と魔性の誘惑に理性を失った私は…巧みな痴女テクといやらしい腰使いで中年オヤジをたぶらかす美人トレーナー水泳教室 逆NTR（2月20日、エムズビデオグループ）
- どうせなら…最後に1発ヤラせてくれ!!! 容姿端麗で成績優秀な無気力美少女に童貞キモオタ絶倫男子が性欲全開たなぼた種付けピストン（3月19日、エムズビデオグループ）
- あかり先輩のささやき中出し誘惑とムレムレ喰い込みパンティ挑発にボクは理性が保てない（汗）（4月1日、エムズビデオグループ）
- 底辺クズ親子の肉便器に堕ちた上級国民美人妻 僕の目の前であられもない姿で何度もイカされ中出しされた大好きなママ（4月16日、エムズビデオグループ）
- 美熟女ヌード観察50人VOL.02（4月23日、ケイ・エム・プロデュース） コラボ作
- そこのアナタ! 今日からワタシの性処理当番に任命します!（拒否権ナシ） スクールカーストTOP! 教師もひれ伏す学園の絶倫女帝生徒会長のチ〇ポオモチャにされた僕（5月21日、エムズビデオグループ）
- MVG根尾あかりBEST第2弾 全8作品24コーナー18本番8時間!（5月21日、エムズビデオグループ）
- 呼べば速攻チ○ポをしゃぶりに来てくれる舐めマン フェラビッチ!（6月18日、エムズビデオグループ）
- 白濁ゴミ屋敷 クズ親のせいでキモ過ぎるクソおやじ達に犯され輪姦され中出しされてズタボロになった私のカラダとマ〇コと人生。（7月16日、エムズビデオグループ）
- 社内で変態下着を着せられて… 10日間、弟の借金のカタにクズで無能な糞ボンボンのパワハラ社長の性処理秘書として雇われたワタシ（8月20日、エムズビデオグループ）
- 「先生のウチ来る?」 突然の記録的豪雨で帰宅困難になった生徒を泊めることに… 雨に濡れた女のカラダに興奮を抑えきれず暴走した童貞生徒と朝までビショ濡れ絶倫性交（10月15日、エムズビデオグループ）
- 陰キャでピザで童貞な僕が美人で陽キャな肉食デリバリーお姉さんになぜか気に入られ配達ついでに毎回、性処理してもらってます。（11月20日、エムズビデオグループ）
- めちゃカワ美少女の凄まじいフェラチオとザーメンぶっかけ顔面シャワー（12月17日、エムズビデオグループ）

- 女性不信になったボクのハートとチ〇ポを優しく包み込んでくれる人妻あかりさんの癒しいやらし筆おろしスローセックス（1月21日、エムズビデオグループ）
- 5年ぶりに再会した従姉妹がまさかの東京で有名な絶倫ヤリマンギャルに! 滞在中の2日間、彼女の性処理チ〇ポにされ続けた童貞のボク（汗）（2月18日、エムズビデオグループ）
- ボクは患者、彼女はナース。 大好きだった同級生と病院で5年ぶりの再会。両想いだったボクらは恋人の不在中、病室で何度も何度も求め合い中出しセックスしまくった。（3月18日、エムズビデオグループ）
- おっぱいオマ○コ丸出し超過激コスでお色気勧誘 射精したら強制入部! 小悪魔バニーがチ○ポを全力性接待! シコシコパコパコ逆バニー学園祭（4月15日、エムズビデオグループ）
- 死ぬほど大嫌いな上司と出張先のホテルで相部屋キメセクNTR 媚薬を飲まされ醜いおやじの絶倫デカマラで狂ったようにイカされまくったワタシ（5月20日、エムズビデオグループ）
- たった1人の大好きな姉は10日後、ひくほど壊れてました。 俺の身代わりのつもりがセックスが好き過ぎて絶倫極道の極太チ〇ポに即堕ちした隠れ淫乱姉（6月17日、エムズビデオグループ）
- ごめんなさい おもらしエステ 禁欲で疼く乙女の肉体をジワジワ狂わせる失禁オイルマッサージ（7月15日、エムズビデオグループ）
- 1cm下で待ち構える勃起チ〇ポ! 気を抜いたら即ズボッ! 真夏のケツ肉強化空気イス特訓 セクハラ顧問の下から突き上げるガン突きピストン騎乗位にガニ股失禁アクメした女子陸上部員（8月19日予定、エムズビデオグループ）
- もっとペニス下さい!! 恥辱の超高速子宮ガン突きでイキ壊れ、淫汁大量噴射で雑魚マン絶頂を繰り返すメス堕ち捜査官（9月9日予定、ダスッ!）

### アダルトVR
- イッた直後も突きまくってイカせまくる絶頂の向こう側を味わう連撃ピストンVR（2019年7月18日、kawaii*VR）
- 追撃射精6発 南国美少女と濃密120パーセント中出しえっち。 “大好きっ!!” 昼夜イチャイチャ、射精した直後も何度も何度も、ヤミつき絶頂セックスで、キンタマ空っぽ。（2019年9月18日、kawaii*VR）
- ぼくの家庭教師は女子校生（2019年10月25日、ピーターズMAX）
- ボクの日常に舞い降りた唯一無二の転校生、根尾さん。（2019年11月13日、KMPVR）
- 「突かないんだったら、こっちが突くよ!」兄貴の激ピスで火がついたギャル妹のスパイダー逆激ピストン!（2020年2月13日、kira☆kira）
- 入店2日目の断れそうにない困り顔オナクラ嬢に勝手にうらオプ追加中出しVR（2020年2月28日、本中）
- 「初めて出来た彼女なんだ…!!」 イジメっ子の根尾さんから彼女を守るハズが返り討ち… 拘束拉致され童貞も信用も同時に奪われた哀れな僕。（2020年3月5日、kawaii* VR）
- デカ尻極上密着ささやき騎乗位で寝取り誘惑VR 回春エステで出会ったのは恋人の妹で僕を挑発してくる小悪魔で逆NTRされた編（2020年4月22日、ROOKIE VR）

### イメージDVD
- Akari NEOWORLD・根尾あかり（2019年6月6日、REbecca）[42] - EAN 4571284389779 ※ Blu-ray同時発売
- NEO World（2023年6月28日、oldman par）- EAN 4580722011547 ※ Blu-ray同時発売
- Akari2 For five years（2024年8月15日、REbecca）- EAN 4582649192644 ※ Blu-ray同時発売

## 書籍

### 写真集
- らぶぱら 根尾あかり（2020年5月23日、竹書房、撮影：マキハラススム）ISBN 978-4-8019-2260-0
- NEO World（2020年6月23日、ジーウォーク、撮影：太田清隆）ISBN 978-4-86717-585-9

### デジタル写真集
- Akari NEO WORLD 根尾あかり（2020年6月17日、REbecca）
- れいむ 根尾あかりvol.01～vol.04（2023年7月21日、ジーウォーク、撮影：太田清隆）
- 蜜会 根尾あかり 遊びのつもりが…（2022年10月13日、プランドール、撮影：合田好宏）
- 蜜会 根尾あかり 好きにしていいよ（2022年10月13日、プランドール、撮影：合田好宏）
- LOVEPOP デラックス 根尾あかり 001（2024年5月10日、PAD）
- LOVEPOP デラックス 根尾あかり 002（2024年7月5日、PAD）
- エロスの迷宮 アサ芸SEXY女優写真集（2024年9月6日、徳間書店、撮影：清田大介）
- LOVEPOP デラックス 根尾あかり 003（2024年9月27日、PAD）
- LOVEPOP デラックス 根尾あかり 004（2024年10月25日、PAD）
- LOVEPOP デラックス 根尾あかり 005（2024年11月29日、PAD）

### ポーズ集モデル
- ビジュアルヌード・ポーズBOOK act 根尾あかり（2022年1月26日、二見書房、撮影：長谷川朗）ISBN 978-4-576-22019-2

### 雑誌
- 月刊FANZA 2019年9月号（ジーオーティー）- インタビュー

### トレーディングカード
- ジューシーハニー コレクションカード PLUS ＃7 根尾あかり 君島みお 天使もえ 波多野結衣（2020年6月27日、株式会社ミント）
- ジューシーハニー コレクションカード PLUS ＃10 天使もえ 伊藤舞雪 架乃ゆら 根尾あかり（2021年4月24日、株式会社ミント）

## 出演

### テレビ
- ゴッドタン〜The God Tongue 神の舌〜（2020年2月23日、2023年11月26日、2025年5月25日[43][44]、テレビ東京）[45]
- ライフTV（2021年10月16日 - 、エンタ!959）

### ウェブテレビ
- バラエティ開拓バラエティ日村がゆく（2019年11月13日[46]、11月20日[47]、AbemaTV）
- ゴッドタン×ドラエグ スペシャル動画・今ヤバイ！ モンスター芸能人No.1決定戦 後編（2020年3月23日、TVerなど） - ネオヒップスタンプモンスター[48][49]
- ニューヨーク恋愛市場（2020年10月26日、ABEMA）
- ロンドンハーツABEMA特別編（2022年5月31日、ABEMA）アンケート協力[50]
- 出張!トイズハート情報局（2024年1月7日、Youtube）全4回

### ラジオ
- Quick Japan Presents YouTubeライブ配信朗読劇『アサミ～愛の夢～』（2020年7月10日、YouTube・空気階段チャンネル） ‐ アサミ役[51]
- 空気階段の踊り場（2020年7月11日、TBSラジオ）[51]
- トイズハート情報局（2024年3月3日、8月4日、ラジオ関西）

### 映画
- 若熟女と家出娘 たっぷりハメて（2022年10月14日、オーピー映画） ‐ 聖子役（主演）
  - たすけびと（2022年12月7日、オーピー映画）※R-15編集版

### ゲーム
- ドラゴンエッグ（2020年4月24日 - 5月17日、ルーデル）「根尾あかり」として登場
- 銀行マンの下剋上～バラ色人生を目指して～（2022年12月6日、AV GAMES、フュージョンプロジェクト）- デザイナー・根尾あかり 役[52]
- 社長と美女たちの二重奏（2024年3月6日[53]、CREAM SOFT）- 紫野紬 役[54]

## インタビュー
- 【YUIRAシリーズ第2弾！】VENUS専属AV女優･根尾あかりちゃんがYUIRAのオナホで遊んじゃう！「中がブチュブチュしてる。すごーい。青いのは指への吸い付きが特にエッチですね。黒いのはマジで堅い！ちょっと処女みたいな感じ(笑)！」「触ってみると柔らかくてイイです。なんだかエッチな気持ちになる……」(2021年7月30日、FANZAニュース)[55][56]
- 根尾あかりちゃんがYUIRAの『鬼イカセローター』をお試し！「実は一度だけプライベートで女の子とちょっとそういうコトをした時に（ローターを）使ったことが……。お酒の勢いで…(笑)」(2021年8月13日、FANZAニュース)[57][58]